# Liste der Monuments historiques in Saint-Martin-Lacaussade
Die Liste der Monuments historiques in Saint-Martin-Lacaussade führt die Monuments historiques in der französischen Gemeinde Saint-Martin-Lacaussade auf.

## Liste der Bauwerke
| Bezeichnung      | Beschreibung                  | Standort | Kennzeichnung | Schutzstatus | Datum | Bild |
| ---------------- | ----------------------------- | -------- | ------------- | ------------ | ----- | ---- |
| Kirche St-Martin | Erbaut im 12./13. Jahrhundert | (Lage)   | PA00083780    | Inscrit      | 1925  |      |